# Sućuraj
Sućuraj je naselje, letovišče in pristanišče na otoku Hvar, ki je upravno središče istoimenske občine Sućuraj v Splitsko-dalmatinski županiji na Hrvaškem.

## Geografija
Sućuraj je staro morsko mesto na skrajnem vzhodnem koncu otoka in se nahaja ob globokem zalivu, v dolini, obrnjeni proti morju. To je mesto, kjer se otok najbolj približa celini, ki je oddaljena le 6 km stran. Kraj je z redno trajektno linijo povezan z Drvenikom; trajekt v sezoni vozi 15 krat dnevno, po potrebi pa tudi večkrat. 
Iz Sućuraja se ponuja lep pogled na Biokovo, Makarsko in Pelješac.
Pristanišče je dobro zavarovano s kolenastim valobranom, na koncu katerega stoji svetilnik. Pristajati je mogoče ob valobranu, pri katerem je globina morja do 2,5 m, ali v pristanu v severnem delu pristanišča. Sidrati se je mogoče tudi 300 m stran od pristanišča, razen v primerih, ko piha jugo.
Iz pomorske karte je razvidno, da svetilnik oddaja svetlobni signal: R Bl 2s. Nazivni domet svetilnika je 3 milje.

## Zgodovina
Staro mestno jedro s pristaniščem je bilo zgrajeno že v 15. stoletju na dveh malih polotokih. Že v antiki je mesto imelo pomemben strateški položaj. Kulturni ostanki datirajo še iz ilirskega obdobja. Hvarski statut iz leta 1331 omenja cerkev sv. Jurija v Sućuraju, po katerem je mesto tudi dobilo ime. V začetku je zaselek obsegal le nekaj pastirskih in ribiških koč. Naseljevanje se je nadaljevalo s prihodom Augustincev iz Zaostroga, ki so v 16. stoletju ustanovili samostan. Arhitektura Sućuraja je še danes pod velikim vplivom neretvanskega stila gradnje. V času Benetk se je Sućuraj nahajal na tromeji treh držav: Beneške republike, Turške države in Dubrovniške republike. V 17. stoletju so Benečani zgradili trdnjavo, ki pa je bila porušena v drugi svetovni vojni.

## Demografija
| Pregled števila prebivalcev po letih | Pregled števila prebivalcev po letih | Pregled števila prebivalcev po letih | Pregled števila prebivalcev po letih | Pregled števila prebivalcev po letih | Pregled števila prebivalcev po letih | Pregled števila prebivalcev po letih | Pregled števila prebivalcev po letih | Pregled števila prebivalcev po letih | Pregled števila prebivalcev po letih | Pregled števila prebivalcev po letih | Pregled števila prebivalcev po letih | Pregled števila prebivalcev po letih | Pregled števila prebivalcev po letih | Pregled števila prebivalcev po letih |
| ------------------------------------ | ------------------------------------ | ------------------------------------ | ------------------------------------ | ------------------------------------ | ------------------------------------ | ------------------------------------ | ------------------------------------ | ------------------------------------ | ------------------------------------ | ------------------------------------ | ------------------------------------ | ------------------------------------ | ------------------------------------ | ------------------------------------ |
| 1857                                 | 1869                                 | 1880                                 | 1890                                 | 1900                                 | 1910                                 | 1921                                 | 1931                                 | 1948                                 | 1953                                 | 1961                                 | 1971                                 | 1981                                 | 1991                                 | 2001                                 |
| 435                                  | 519                                  | 520                                  | 671                                  | 714                                  | 781                                  | 850                                  | 705                                  | 559                                  | 589                                  | 585                                  | 466                                  | 427                                  | 422                                  | 387                                  |